# 大手町連鎖型都市再生プロジェクト
大手町連鎖型都市再生プロジェクト（おおてまちれんさがたとしさいせいプロジェクト）は、東京都千代田区の大手町地区で都市再生機構が施行する土地区画整理事業及び市街地再開発事業である。連鎖型土地区画整理事業の一つ。

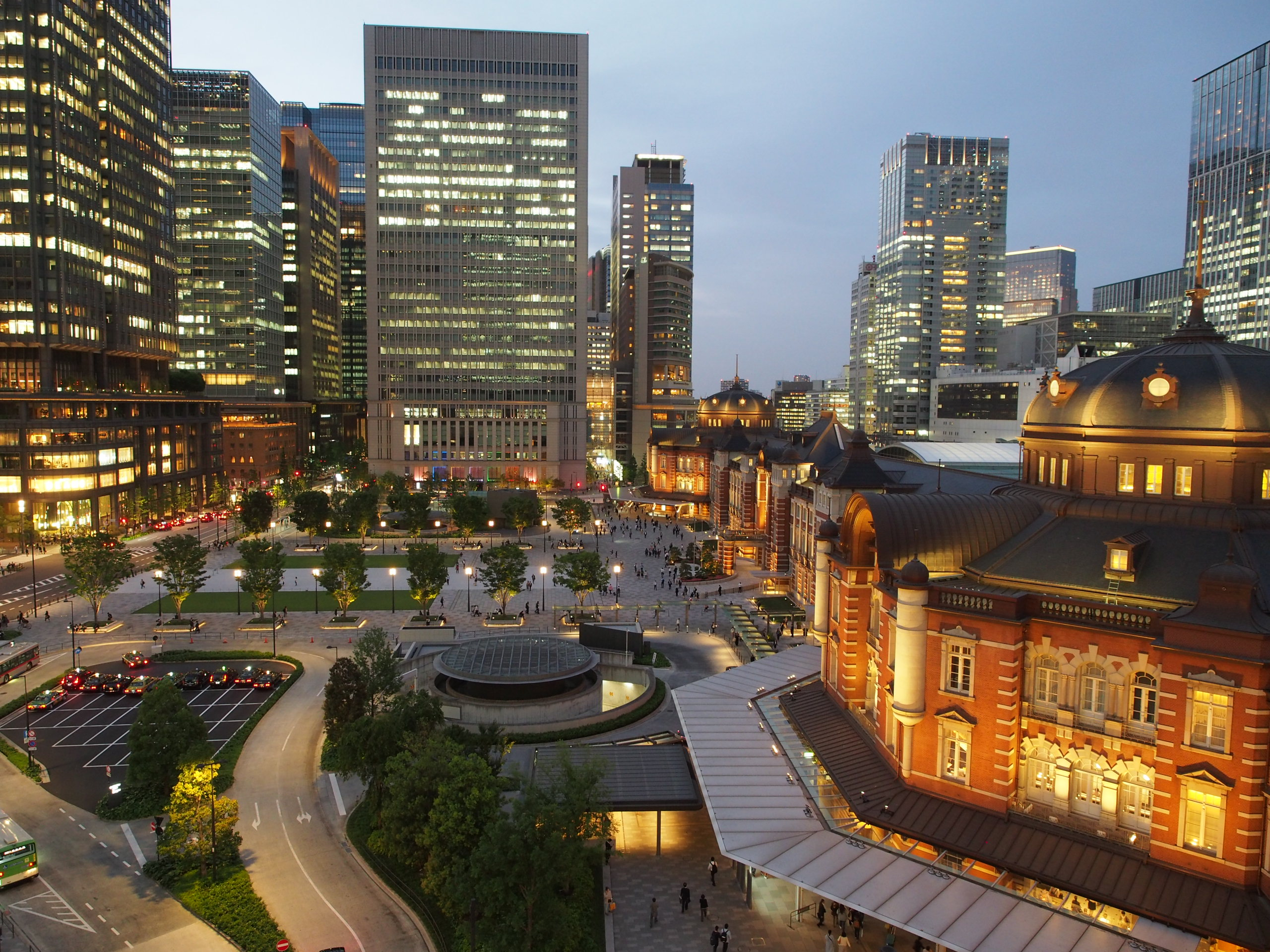
第四次事業で再整備されている街区である「TOKYO TORCH」
（正面向かって右側奥）

## 経緯
大手町は東京駅の北側に位置し、日本を代表する多くの企業の本社及び本部が集積している。その一方で、多くのビルが建築から30年以上経過し、老朽化が進んだため建物の更新が必要となっていた。しかし、これらのビルは、現敷地に敷き詰められて建築されているため同一敷地内での建て替えが困難である上、大規模な情報システムを備えた24時間稼働型の業種が多いため、仮移転を伴う建て替えは業務の連続性に支障を来す可能性があること等の問題があった。
そんな中、2000年度から2002年度にかけて大手町合同庁舎第1・2号館に入居していた行政機関が埼玉県さいたま市にあるさいたま新都心合同庁舎に移転することが決まり、空地となった約1.3haの国有地を大手町のまちづくりに活用すべきであるとの意見が、行政や地権者等から出された。また、2002年12月、行政、地権者等による「大手町まちづくり推進会議準備会」が発足し、大手町地区の実情を踏まえた「連鎖型再開発」の構想が提唱された。
大手町を含む東京駅を中心とした半径約1kmのエリアが都市再生特別措置法に基づき、2002年7月に「東京駅・有楽町駅周辺地域」として都市再生緊急整備地域に指定され、内閣に設置された都市再生本部により、日本橋川、永代通り、内堀通り、外堀通りに囲まれた面積約40haのエリア(大手町地区)が、2003年1月に都市再生プロジェクト(第5次)「国有地の戦略的な活用による都市拠点の形成」として決定された。それを受け同年3月に「大手町まちづくり推進会議」が設立され、連鎖型都市再生の具体的な手法が検討された。

## 事業手法
連鎖型都市再生は土地区画整理事業と市街地再開発事業を組み合わせて行われる。起点となる未利用地を種地として、そこに老朽化した建物を所有する地権者が新たな建物を建築して移転し、元の建物を解体した跡地を次の建替用地として活用しながら順次連続的に建物の更新をし、地区全体の再生を図る。大手町地区では、以下の手法で連鎖的に再開発が施行されている。
1. まず、移転建替えに活用するための種地として、都市再生機構が大手町合同庁舎の跡地を取得し、その持分の3分の2を民間SPCである大手町開発に譲渡して共有する[2]。2005年3月、都市再生機構が大手町合同庁舎跡地を財務省から約1300億円で取得し、11月に三菱地所などが出資する特定目的会社の大手町開発に3分の2を譲渡し、連鎖型再開発の種地を2者で共有しリスクの分散を図った[3]。
2. 次に、土地区画整理事業により、周辺で建て替えを希望する地権者の土地の権利を大手町合同庁舎跡地に移す[2][4]。
3. 地権者は大手町合同庁舎跡地で、市街地再開発事業により新たなビルを建設する。この間、地権者の従前地は都市再生機構が地権者に使用させることで、建て替えに伴う仮移転を不要とする[4]。
4. 新たなビルが完成した後、地権者はこれまで入居していたビルから移転する[4]。
5. その後地権者は、移転により空いたこれまで入居していたビルを取り壊す[4]。
6. 別の地権者がその跡地の権利を取得してビルを建築し、完成後に移転して、従前ビルを解体する[2]。
7. 6を繰り返す。
8. 連鎖が終了したところで、最終的な換地処分を行い、土地区画整理事業を完了する[4]。

## 事業一覧

### 第一次事業
第一次事業では、都市再生機構の取得した大手町合同庁舎跡地に日本経済新聞社、JA各団体(全農、農林中金、全中)、日本経済団体連合会がそれぞれビルを建築して移転した。オフィスに加えて、国際カンファレンスセンター、農業・農村ギャラリー等の施設を併設し、3棟の超高層オフィスからなる高層部と、国際会議場、レセプションホール等を配置する低層部で構成されている。これらの街区は「大手町カンファレンスセンター」と呼ばれる。
なお、第一次事業の再開発街区は、首都高速都心環状線の高架下の日本橋川沿いに歩行者専用道路をつくること、国際カンファレンスセンターの機能を設けること、都心農園や地域冷暖房を整備して環境に貢献するなどの提案が評価され、容積率を基準の1200%から1590%に引き上げられている。

### 第二次事業
第二次事業では、先述の第一次事業により移転・解体された旧JAビル、旧経団連会館、旧日経ビルの跡地に日本政策投資銀行、日本政策金融公庫が2棟のビルを建築し、移転した。これらの街区は「大手町フィナンシャルシティ」と名付けられた。

### 第三次事業
第三次事業では、先述の第二次事業により移転・解体された日本政策投資銀行旧本店、公庫ビル、新公庫ビルの跡地に三菱地所主導でオフィスビルと宿泊施設が建設された。第二次事業と同じ街区にあることから、「大手町フィナンシャルシティグランキューブ」と名付けられた。

### 第四次事業
第四次事業では、先述の第三次事業によって移転・解体された日本ビルヂングの北側部分（1962年に「第三大手町ビルヂング」として竣工した部分）の跡地に東京都下水道局が新しいポンプ所として銭瓶町ビルディングを建築し、日本ビルヂング内から移転した。さらに、周辺街区の再整備として日本ビルヂングの残存部分の他、朝日生命大手町ビル、JXビル、大和呉服橋ビルが解体され、その跡地に常盤橋タワー、Torch Towerが建設される。この街区は「TOKYO TORCH」と名付けられた。この事業をもって連鎖が完了する。
当初この街区は事業区域に含まれていなかったが、街区内の複数の問題点を解決するために、2007年度から2010年度にかけて、地権者などからなる「複合施設街区(常盤橋地区)再整備に関する検討調査委員会」において事業への参画を検討し、2012年12月、事業区域への編入が都市計画決定された。

### その他の事業
土地区画整理事業地区内では、日本橋川沿いの歩行者専用道路「大手町川端緑道」が整備された他、連鎖型再開発以外の再開発（大手町プレイス）も行われた。